# З пекла
«З пекла» (англ. Out of the Furnace) — американський бойовик 2013 року режисера Скотта Купера, знятий за його сценарієм, створеним у співавторстві з Бредом Інгельсбі. Продюсери Рідлі Скотт та Леонардо Ді Капріо; головні ролі виконали Крістіан Бейл, Кейсі Аффлек, Вуді Гаррельсон, Зої Салдана, Форест Вітакер, Віллем Дефо та Сем Шепард.
Фільм розповідає про працівника металургійного комбінату Пенсильванії Расселла Бейза (Бейл) та його брата-ветерана війни в Іраку Родні (Аффлек), який не може пристосуватись до цивільного життя після повернення. Родні заробляє участю в боях від свого представник власника бару та дрібного злочинця Джона Петті (Дефо). Через велику суму боргу Родні вмовляє Петті влаштувати бій, який організовує безжальна злочинна банда. Після участі Родні зникає, а його брат намагається з'ясувати, що сталося.
4 грудня 2013 року відбувся обмежений випуск у Лос-Анджелесі та Нью-Йорку, 6 грудня почався широкий прокат. Касові збори становили 15,7 мільйона доларів проти бюджету у 22 мільйони. Фільм отримав неоднозначні відгуки критиків.

## Сюжет
Після виходу з роботи на сталеливарному заводі в Норт-Браддоку, штат Пенсильванія, Рассел Бейз бачить свого брата Родні на симуляторі коней, де Родні щойно робив ставку на програш коня. Родні виявляє, що робить ставки з грошима, позиченими Джоном Петті, якому належить бар та веде кілька незаконних ігор. Рассел відвідує Петті, погашає частину боргу Родні й обіцяє виплатити Петті решту своєю наступною зарплатою, якщо Родні ще не виплатив її. Заїхавши додому в нетверезому стані, Рассел потрапляє на машину, вбиваючи своїх пасажирів, включаючи маленького хлопчика. Він ув'язнений у транспортний забій. Перебуваючи у в'язниці, йому повідомляють, що його хворий батько помер, а його подруга Лена покинула його для начальника поліції невеликого містечка Веслі Барнса. Після звільнення з в'язниці Рассел повертається додому і відновлює роботу.
Родні благає Петті влаштувати більш вигідний бій, щоб погасити борг. Він неохоче домовляється про це з Гарланом Дегроутом, наркодилером-соціопатом з сільської місцевості Нью-Джерсі, якому заборгував. Рассел хоче повернути свою колишню дівчину, але вона вагітна від Веслі. Рассел говорить нещиро, що вона буде чудовою мамою: обидва знають, що вагітність робить їхнє возз'єднання неможливим.
За умовами Родні має зазнати поразки в поєдинку в Нью-Джерсі. Спочатку Родні нокаутує суперника, але крики Петті, він допомагає опоненту піднятися, пірнає і дозволяє чоловікові заграти обличчя в кривавий безлад. Після бійки Дегроут просить залишити свою позику, але Петті нагадує йому, що вони погодилися, що ця боротьба зробила їх рівними, і DeGroat кидає тему. Однак, повертаючись додому, Дегроут та його люди роблять засідку Петті та Родні. DeGroat спочатку стріляє і вбиває Петті, потім Родні затягнувся в ліс і теж його вбиває. Невідомий нікому, мобільний телефон Петті випав з кишені на автокрісло, випадково підключившись до голосової пошти свого бармена Дана і записавши, що DeGroat вбивство Петті.
Тієї ночі Рассел знаходить лист від Родні, у якому брат заявив, що це буде останній бій, що хоче працювати з Расселом на заводі. Веслі повідомляє Рассела про зникнення Родні, а Рассел і дядько Ред ідуть на пошуки. У місті Дегроута їх зупиняє заступник шерифа графства Берген, та попереджає, що люди Дегроута вбили б їх, якби знали їхню мету, але як послуга начальнику Барнсу, він супроводжує їх межі штату, а не заарештовує за незаконне носіння зброї.
Повернувшись на млин, Веслі відвідує Рассела та підтверджує смерть Родні. В кабінеті Петті Рассел знаходить номер телефону Дегроуту та телефонує йому, щоб той прийшов забрати борг. Рассел пошкоджує фургон Дегроута, щоб запобігти його втечі. На млині Бейз наздоганяє Гарлана та влучає йому в стегно, а потім в спину. Рассел розказує Дегроуту, що він — брат Родні. На місце прибуває Веслі та благає Рассела скласти зброю, але він обережно прицілюється та стріляє зі своєї мисливської рушниці в голову Гарлану. У фінальній сцені Рассел сидить за обіднім столом: Веслі посприяв уникненню покарання.

## У ролях
- Крістіан Бейл — Рассел Бейз
- Вуді Гаррельсон — Гарлан Дегроут
- Кейсі Аффлек — Родні Бейз-молодший
- Форест Вітакер — Веслі Барнс
- Віллем Дефо — Джон Петті
- Том Боуер — Ден Дуган
- Бінго О'Меллі — Родні Бейз-старший
- Зої Салдана — Лена Тейлор
- Сем Шепард — Джеральд «Ред» Баз
- Бойд Голбрук — татуйований наркоторговець

## Виробництво

### Розвиток
Виробництвом займалися Relativity Media, Appian Way Productions, Red Granite Pictures і Scott Free Productions, а Джефф Воксман, Такер Толі, Бруклін Вівер, Різа Азіз, Джої Мак-Фарланд, Джо Гатта, Денні Дімборт і Крістіан Меркурі були залучені як виконавчі продюсери. Режисер Скотт Купер прочитав статтю про Браддок, місто із занепадом сталеливарної промисловості за межами Пітсбурга та зусилля по його пожвавленню під керівництвом мера Джона Феттермана. Після поїздки туди Купер надихнувся використовувати район як фон для фільму. Купер розробив історію з «Низького жителя», пробного сценарію Бреда Інгелсбі, з актором Леонардо Ді Капріо та режисером Рідлі Скоттом. Студія запропонувала сценарій Куперу, який його переписав, спираючись на свій досвід дорослішання в Аппалахії та втрати рідного брата в юному віці. Дікапріо та Скотт залишилися продюсерами фільму. Ця історія не має відношення до однойменного історичного роману Томаса Белла 1941 року, події якого розгортаються у Браддоку. «Голлівуд репортер» повідомив, що бюджет фільму становив 22 мільйони доларів.

### Зйомки
Основні зйомки розпочалася в Піттсбурзькій метрополійній території 13 квітня 2012 року та тривали до 1 червня 2012 року. Більшість зйомок проходило в Браддоку, а додаткові зйомки — Норт-Браддоку, Імперіалі, Ренкіні та Свіссвейлі. Оператор Масанобу Такаянагі знімав на 35-мм плівку Kodak в анаморфному форматі. Кадри в'язниць знімали у Північному виступі Західної Вірджинії, в колишньому державній в'язниці в Маундсвіллі. Зйомки фільму також проходили в сільській місцевості округу Бівер, зокрема сцена полювання на оленів у державному парку єнотів Крік та сцену з млином у Коппелі. Індепенденс Тауншип використовувався для показу Бергена. Покинута домна Керрі поряд з Браддоком стала місцем фінальної сцени. Крістіан Бейл носив на шиї татуювання з поштовим індексом Браддоку 15104 на знак поваги до міського голови Джона Феттерману, який має такий же дизайн на руці.

### Музика
Музику написав Дікон Гінчліфф. Спочатку було оголошено, що були досягнуті домовленості з Альберто Іглесіасом. Однак пізніше Гінчліфф став композитом фільму. Фронтмен «Pearl Jam» Едді Веддер повторно записав пісню «Release» з дебютного альбому Pearl Jam «Ten», її можна почути під час початкових сцен та фінальних титрів. Альбом саундтреків із композиціями Гінчліффа випустили у цифровому форматі 3 грудня 2013 року компанія Relativity Music Group.

## Випуск
Прем'єра відбулась в Китайському театрі TCL 9 листопада 2013 року в Голлівуді в рамках AFI Fest Американського інституту кіномистецтва. 4 грудня 2013 року відбувся обмежений реліз у Лос-Анджелесі та Нью-Йорку, 6 грудня почався широкий прокат у США. Режисер Скотт Купер отримав нагороду за найкращий перший чи другий фільм на Римському міжнародному кінофестивалі у 2013 році.
Пісня Pearl Jam «Release» прозвучала під час вступних титрів і з'явилась у новому записі під час кінцевих титрів.

## Сприйняття

### Касові збори
«З пекла» — єдиний новий фільм, який отримав широкий реліз 6 грудня 2013 року в США, у перший день касові збори становили 1,8 мільйона доларів. За перші вихідні ця сума становила 5,3 млн доларів. Фільм був на третьому місці після мультфільму «Діснея» "Крижане серце", який приніс $ 31,6 млн, та фільму «Голодні ігри: У вогні», на який у вихідні було продано квитки на 27 мільйонів доларів. Relativity Media попередньо продала фільм іноземним дистриб'юторам за 16 мільйонів доларів, що компенсувало витрати.

### Критика
Рейтинг схвалення на Rotten Tomatoes становить 53 % на основі 182 відгуків, середній рейтинг 5,9 / 10. У консенсусі зазначено: «Хоча не вдалося максимально використати неймовірний акторський склад, „З пекла“ настільки переповнений талантами, що важко відвернутися». На Metacritic фільм отримав оцінку 63 зі 100 на основі 40 оглядів, що вказує на «загалом сприятливі відгуки».

### Списки найкращих фільмів
Попри змішані відгуки фільм опинився в списках десятка найкращих стрічок 2013 року.
- 2 місце — Річард Ропер, «Сикаго сан-таймс»
- 2 місце — Клінт О'Коннор, «Клівденд плейн ділер»
- 4 місце — Марк Дої, Metacritic
- 6 місце — Кріс Нашаваті, «Інтертеймент віклі»
- 7 місце — Крістофер Таплі, Hitfix

### Судова справа
Міські чиновники з Мави, штат Нью-Джерсі, закликали бойкотувати фільм через негативні зображення індіанців гори Рамапо, корінного населення, що мешкає навколо гір Рамапо. Вони охарактеризували показ фільму цієї групи як злочини на ґрунті ненависті. Компанія Relativity Media відповіла, що фільм «не заснований ні на одній людині, ні на групі» і є «повністю вигаданим».